# Carex randalpina
Carex randalpina är en halvgräsart som beskrevs av B.Walln. Carex randalpina ingår i släktet starrar, och familjen halvgräs. Inga underarter finns listade i Catalogue of Life.